# Осада Павии (476)
Осада Павии — военные действия 476 года, ведшиеся возглавлявшимися Одоакром мятежниками-федератами с целью захвата города Павии, в котором находился Флавий Орест, отец правителя Западной Римской империи Ромула Августа. Осада завершилась 22 августа победой мятежников. Это позволило Одоакру вскоре низложить Ромула Августа и самому стать правителем Апеннинского полуострова.

## Исторические источники
Об осаде Павии 476 года и связанных с ней событиях сообщается в нескольких раннесредневековых исторических источниках: «Житии святого Епифания» Магна Феликса Эннодия, хронике Анонима Валезия, «Письме к Пасхазию» Евгиппия, «О происхождении и деяниях гетов» Иордана, «Старших Венских фастах», «Копенгагенском продолжении „Хроники“ Проспера Аквитанского», хрониках Кассиодора и Марцеллина Комита.

## Предыстория
В V веке итальянские владения Западной Римской империи неоднократно подвергалась нападениям варваров: особенно разорительными были нашествия вестготов Алариха I в 410 году, гуннов Аттилы в 452 году и вандалов Гейзериха в 455 году. Эти нападения ввергли государство в глубокий кризис. В третьей четверти V века власть императоров была номинальной, а их полномочия признавались только населением Апеннинского полуострова, части восточного побережья Адриатического моря и прилегающих с севера к Альпам территорий Римской Галлии. Главную роль в управлении государством играли командиры отрядов федератов, набранных из числа варваров (в основном, германцев). Среди таких был и Флавий Орест, 28 августа 475 года низложивший Юлия Непота и 31 октября возведший на императорский престол своего четырнадцатилетнего сына Ромула Августа. Новый правитель Западной Римской империи не был признан большинством правителей образовавшихся на территории Римской империи варварских королевств (включая короля вестготов Эйриха и властителя Суасонской области Сиагрия), а также императором Византии Зиноном.
Вскоре после восшествия Ромула Августа на престол часть федератов (в основном скиры, руги и другие восточные германцы) потребовали от Флавия Ореста передать им в пользование треть земель Апеннинского полуострова или получаемые с этих территорий государственной казной налоги. Это требование соответствовало римским законам о воинской службе, согласно которым воины содержались за счёт расселения (лат. hospitalitas; буквально — «гостеприимство») во владениях земельных собственников. Не желая портить отношения с крупными римскими землевладельцами, Флавий Орест отклонил эту просьбу. В результате в 476 году среди федератов начался мятеж, во главе которого встал Одоакр.
Узнав о восстании, Флавий Орест уехал из Рима и после некоторой задержки прибыл в Павию (древнеримский Тицин). Этот город был им избран местом своей резиденции, так как считался самым укреплённых местом в Северной Италии. Флавий Орест был уверен в способности верных ему войск защитить Павию, так как город находился на берегу Тичино и мог получать снабжение речным путём. Также в городе находились армейские казармы и оружейные мастерские.

## Ход осады
Войско мятежных федератов во главе с Одоакром осадило Павию и 22 августа 476 года захватило город штурмом, подвергнув его разграблению. Были сожжены два находившихся в пригороде христианских храма: церковь Святых Гервасия и Протасия (в которой был похоронен святой Сир) и церковь Святых Назария и Цельса. В исторических источниках не сообщается, относились ли все бывшие с Флавием Орестом люди воинами регулярной армии. Флавий Орест смог покинуть Павию незадолго до захвата её Одоакром.
Во время осады Павии большое значение имела деятельность епископа Епифания, который много сделал для преодоления последствий разграбления города: он был единственной на тот момент персоной, способной вести переговоры как с Одоакром, так и с императорским двором в Равенне. Благодаря заступничеству Епифания многочисленные пленные (в том числе многие матроны и монахиня Гонората, сестра павийского епископа) были вскоре освобождены Одоакром. Возможно, Епифанию удалось нормализовать и отношения жителей Павии с воинами Одоакра, так как вскоре пострадавшие при осаде церкви и городские здания были восстановлены.

## Последствия
На следующий день после взятия Павии — 23 августа 476 года — Одоакр был провозглашён своими воинами королём (лат. rex), а уже 28 августа Флавий Орест был убит вблизи Пьяченцы. Затем войско мятежников осадило столицу Западной Римской империи — Равенну и 2 сентября в сражении разгромило войско осаждённых. Командовавший равеннским войском брат Флавия Ореста Павел погиб 4 сентября вблизи порта Классис. В тот же день войско мятежников вошло в Равенну. Тогда же (4 сентября) или уже 5 сентября Одоакр низложил Ромула Августа и провозгласил себя новым правителем Римской Италии.
Одоакр отказался принимать императорский титул, довольствуясь титулом король. Осада Павии стала значительным событием в ликвидации Западной Римской империи и создании на Апеннинском полуострове первого в его истории варварского королевства.